# Anette Faaborg
 Der er for få eller ingen kildehenvisninger i denne artikel, hvilket er et problem. Du kan hjælpe ved at angive troværdige kilder til de påstande, som fremføres i artiklen.

Anette Faaborg (født 13. februar 1942 i København) var blandt de første tv-speakerpiger i Danmark.
Anette Faaborg blev uddannet som pianist og hørelærepædagog ved Det Kongelige Danske Musikkonservatorium i 1967.
Anette Faaborg var den første kvindelige konservatorierektor i Danmark.
I perioden 1972-81 beklædte hun stillingen ved Vestjysk Musikkonservatorium i Esbjerg. I perioderne 1969-72 og 1981-96 var hun docent i hørelære samme sted.
Hendes efterfølger som rektor blev Axel Momme fra Varde, tidligere fagottist i Aarhus Symfoniorkester.
Anette Faaborgs forældre var redaktør Niels Laub Faaborg (1911-81) og indkøbschef Annelise Faaborg født Faber 1917.
26. august 1967 blev Anette Faaborg gift med cellist Bertel Søeborg Ohlsen. Ægteskabet blev opløst 1995. De fik to børn: Caroline (født 8. juni 1968) og Charlotte (født 1970).